# 歩歩高
歩歩高（ブーブーガオ、中: 广东步步高电子工业有限公司、略して步步高电子または英: BBK）は、中国の電子機器メーカーである。

## 概要
1995年9月18日、中国広東省の東莞市長安鎮において、段永平によって設立された。社名は「不懈进取、步步登高」（「創業以来、常に進歩し、一歩一歩、お客様に満足していただける商品・サービスを提供するように努める」）という社是にちなむ。
様々な電子製品を製造しているが、2022年現在は教育機器に力を入れており、子会社の「小天才（imoo）」ブランドを通じて、OCR機能が付いたペン型スキャナ電子辞書や、GPSなどの見守り機能がついた児童用スマートウォッチなどが主力となっている。「歩歩高」ブランドは、1990年代後半から2000年代にかけては「複読器（学生向けの語学学習機）」、「学生電脳（小中学生向けの教育用パソコン）」、電子辞書、DVDプレーヤ、コードレス電話機などで有名だった。1980年代後半から1990年代にかけてファミコン互換機の製造で成功したメーカー・小霸王の工場長らが独立してできた会社で、歩歩高自身も1990年代末にはファミコン互換機の代表的メーカーの一つであった。
2021年現在、スマホメーカーはVivo、OPPO、OnePlus、Realme、imooの5社を傘下に持つ。特に「OV」と並び称される、スマホシェア世界5位のOPPOと6位のVivoに7位のrealmeのシェアを合わせると、実質的には世界1位のスマホメーカーである（ちなみに2021年のスマホの市場シェアは、1位サムスン、2位アップル、3位HUAWEI、4位Xiaomi、5位OPPO、6位VIVO、7位realmeの順）。VivoとOPPOの設立者・創業メンバーはともに歩歩高の出身であり、また両社は歩歩高の設立者である段永平による財政支援を受けている。

## 傘下の企業
BBK傘下の企業のうち、OPPOは歩歩高のAV部門が、Vivoは歩歩高の通信機器部門が独立してできた企業である。
OnePlusはOPPOの高級ブランドとして2013年に立ち上げられ、後にOPPO本体とは独立した会社になった（現在はOPPO本体にも高級スマホのラインがある）。シェアは少ないが、プレミアムスマホ市場だけで見た場合はそれなりのシェアがある。
Realmeはインド市場におけるXiaomiのRedmiシリーズ（2017年よりインドで大ヒットして、Xiaomiをインド市場1位に押しあげた）に対抗する廉価スマホメーカーとして、OPPOから派生する形で2018年に立ち上げられた。2019年第1四半期において、インドのスマホ市場でXiaomi、サムスン、VIVO、OPPOに次ぐ5位。ちなみにVIVO、OPPO、Realmeを合わせたBBKグループ全体ではXiaomiに次ぐ2位となり、BBKグループはRealmeの底上げによって2019年にインド市場でサムスンを抜いた。
imooは児童向けの教育用スマホ（教材などを内蔵した端末）メーカーとして、BBK本体から派生する形で2016年に立ち上げられた。2019年現在、スマートウォッチの「imoo Watch Phone」がヒットしており、中国のスマートウォッチ市場でアップルとサムスンに次ぐ3位（ただし2019年現在の中国スマートウォッチ市場はアップルウォッチのシェアが大きいため、3位と言っても販売台数は少ない）。
なおOPPOとOnePlusは同じOujiaグループを形成しているが、OPPOとVivoはライバルとのこと。
OPPOは「Oppo has no relationship with BBK」としてBBKとの関係を否定している。

## 歴史

### 設立前
1989年3月、大学に再入学して経済学士を取って卒業した当時30歳の創設者である段永平は、広東省中山市の怡華集団に就職。その傘下の「小霸王」という社員20名の小工場に配属された。工場長に就任した段永平は、任天堂 ファミリーコンピュータの互換機の製造で赤字であった小霸王を建て直すことにして1989年に「小覇王遊技機」を発売。なお、この時代のファミコン互換機は任天堂に無許可であり、ソフトも海賊版が多かったが、当時の中国は著作権法が未整備であったため合法であった。
さらに段永平は、ゲーム機を遊ぶのは子供だが、これを実際に購入するのは子供の親であることを理解したため、「遊戯機」に自作の教育用ソフトウェアを付属させ、その一方で『ギャラクシアン』や『スーパーマリオブラザーズ』などのゲーム「も」遊ぶこともできるという、「学習機」との名目で販売する戦略を取った。中国全土の子供の親と子供自身がこれに飛びつき、小霸王は200万元の負債を抱えた小工場から、一気に売上高10億元の大企業へと成り上がった。“小霸王遊戯機”、あるいは“学習機”は、1990年代の中国大陸で普及したファミコン互換機の代名詞となっている。
その後、段永平は「小霸王学習機」で儲けた資金を電子辞書の開発に費やした。当時はパソコンはまだまだ大きい上に高価で、しかもソフトウェアの操作は複雑であった。そこで当時の中国ではそれまでの10年ほどの期間に電子辞書の普及が進んでいたが、外国産（主に台湾メーカー）である電子辞書は中国の人民にはかなり高価だった（なお1990年代の中国における「小霸王学習機」や「電子辞書」の普及に関しては、一人っ子政策のために教育熱心な子供の親が多かったという裏事情がある。中国のいわゆる「80后」世代は、幼年時代にファミコン互換機を買ってもらい、学生時代に電子辞書を買ってもらうという共通体験がある）。そのような市場の状況を見抜いた段永平は、「他社の電子辞書で一般的な赤外線通信の代わりにシリアルケーブル通信にすることで価格を数十元安くする」など「物美价廉（高品質、低価格）」をモットーとして大成功をおさめ、中国国内市場を支配した。黎明期でも成長期でもなく、強力なメーカーが市場を制覇し、市場が成長し終わったようにみえる停滞期に、後発で参入して成功するという哲学は、ファミコン互換機時代からその後のスマホ時代までも貫かれている。（なおこの説明は、1990年代後半から2000年代前半にかけて中国で独自進化を遂げた「电子词典」の知識を前提としているために注意が必要。これは日本の「電子辞書」とは全く異なり、「勉強の合間に休憩も必要」という名目で『倉庫番』などのゲームがプリインストールされ、シリアルケーブルやUSBでPCと接続して新たなゲームをダウンロードすることもできる、携帯型情報端末や携帯型ゲーム機に近い製品である。なお、小霸王や歩歩高の電子辞書もそれなりに普及したものの、最終的に中国の電子辞書市場を制して1990年代から2000年代にかけて爆発的に普及したのは、1995年発売の「文曲星」である）
しかし段永平は小霸王の経営陣と対立し、数名のメンバーとともに辞職して独立する（この時、段永平と共に辞職した陳明永が後にOPPOを設立、沈煒が後にVivoを設立する）。

### 設立後
1995年9月18日、歩歩高の前身となる広東力高電子有限公司が設立される。1996年には力高電子から步步高電子に名前を改める（当初はBBKではなくBBGと名乗っていた）。1996年10月、ISO 9002を取得。1996年11月、CCTVのプライムタイムで最初のCMを流す。
1997年、「天天向上、步步登高」をキャッチコピーとする「步步高多媒体学生电脑」を発売。「学生電脳」とは、1990年代後半から2000年代にかけて普及した、ファミコン互換機をベースとした教育用パソコンで、歩歩高や小覇王が代表的なメーカーである。「步步高多媒体学生电脑」は、メインRAM512K・VRAM32K、OSにBBG DOSを搭載、FDDドライブやマウスなども搭載した（もちろんファミコンのゲームもできる）。中国保护消费者基金会（中国の消費者保護団体）から「消費者の信頼できる製品」として認められ、小中学校に導入された。1997年には教育用パソコンで中国トップのシェアとなる。1998年には国家教委全国中小学计算机教育研究中心との共同開発により、「学生電脳」の最終製品となる「步步高98型学生电脑」を発売。ファミコン互換機をベースとして、メインRAM1M（最大8M）・VRAM256K（ちなみに本来のファミコンはメインRAM2K・VRAM2K）、内蔵ROM（フラッシュメモリ）2M、BBG DOSの上にWindows 98ライクなデスクトップを構築した。
1997年8月、歩歩高は大スター・ジェット・リーをVCDプレーヤーの広告に起用。また、1999年7月には大スター・張恵妹を「復読機」（語学学習用の多機能カセットテープ再生機で、カセットの一部や自分の発音をメモリに読み込んでリピートできる）の広告に起用。2000年5月、広告にアーノルド・シュワルツェネッガーを起用。このように広告に多量の金をかける戦術で歩歩高の名前を広め、2000年10月、「歩歩高」は広東省産業管理局に「有名な商標」と認定される。2002年2月には、国家工商行政管理総局商標局に「中国馳名商標」と認定される。
2002年9月、歩歩高の電話機が国家質検総局に“中国名牌産品”と認定される。2003年6月、広東省科学技術庁に“高新技術企業”と認定される。歩歩高は2001年にiPodブームが起きた後、2004年から「OPPO」のブランド名でMP3・MP4プレーヤーを売り出すなど、歩歩高が山寨（パチモノ）同然の露骨な後追い製品を大量の広告で売るという戦術を取っていることは中国人民にも見え見えだったが、それでも凡百の山寨機とは違って技術と品質が必要十分なレベルを保っていたことが、歩歩高が若者の信頼と支持を得て大きくなれた理由だという。
2001年に段永平が歩歩高電子の経営から退いて米国に移住した後、歩歩高電子の経営は陳明永や沈煒らに委ねられた。段永平は歩歩高集団の董事長を務める傍らで投資家となり、「中国のウォーレン・バフェット」の異名を取る。

### 2000年代以後
2003年、オーディオ部門を分離して「OPPO」を設立。当初はMP3プレーヤーなどを手掛けていたが、2008年にBBK本体とは別に携帯電話に参入する。
2006年、BBKのミニオーディオコンポ「VIVO CS360」が「电器评介」（中国の電器製品レビュー誌）で最優秀賞を受賞。
2007年9月、ユニバーサル、ワーナー、EMI、中唱という中国の4大レコード会社と提携し、それまで中国未発売のものを含む3000曲近くの高品質DVDを発売。AV家電メーカーが音頭を取り、著作権を守ってこれまで中国で野放しになっていた海賊版の劣化コピーDVDを追放するという動きの先駆例となった。
2007年に発売されたスマートフォン・iPhoneは中国でも大きな話題となった。BBKはスマートフォン事業に進出するため、コードレス電話などを製造していた通信機器部門を2009年に分離してVIVOを設立。2011年に「VIVO」ブランドでスマホ市場に参入した。BBK自身は従来型のフィーチャーフォンを製造しており、AV機器メーカーが作った「音楽携帯」として人気があったが、VIVO初のスマホと入れ替わる形で2011年に撤退。2010年代にはスマホで音楽を聴く時代となり、BBKがこれまで主力としていたDVDプレーヤなどのAV機器の市場が急速に縮小する中で、BBK本体は教育機器事業を強化する方針を取る。
2014年、教育機器事業を担当する子会社「小天才科技」を設立。2016年、「imoo」ブランドで教育用スマートフォンをリリース。2017年、「小天才」ブランドで児童向けスマートウォッチ事業に参入。

## 参考資料
1. ↑  隱身幕後的手機大王
2. ↑  Byford, Sam (2018年6月15日). “The OnePlus 6 is more than just a rebranded Oppo” (英語). The Verge. 2023年2月8日閲覧。
3. ↑  搜狐 - 步步高千億傳奇
4. ↑  步步高疯狂的营销策略
5. ↑  世界のスマホ市場が注目するOPPOやVivo その起源である中国・BBKとは何者なのか mobileASCII